# Пскентский район
Пскентский район (тума́н; узб. Piskent tumani / Пискент тумани) — район в Ташкентской области Узбекистана. Административный центр — город Пскент.

## История
Пскентский район был образован в 1926 году. В 1938 году вошёл в состав Ташкентской области. В 1943 году часть территории района была передана в новый Букинский район. Упразднён в 1963 году, восстановлен в 1970-м.

## Административно-территориальное деление
По состоянию на 1 января 2011 года в состав района входят:
- Город

1. Пскент.

- 2 городских посёлка:

1. Муратали,
2. Саид.

- 6 сельских сходов граждан:

1. Актепа,
2. Дунгкурган,
3. Кариз,
4. Керавчи,
5. Муратали,
6. Саид.